# Elise van Calcar
Elise van Calcar-Schiotling, geboren Eliza Carolina Ferdinanda Fleischacker, (Amsterdam, 19 november 1822 – Den Haag, 13 juli 1904) was een Nederlandse schrijfster, publiciste, pedagoge en feministe. 
Van Calcar werkte als onderwijzeres en gouvernante. Zij gaf ook cursussen aan onderwijzeressen en richtte in 1863 het tijdschrift De Hoop der Toekomst op waarin de opvattingen van de Duitse pedagoog Friedrich Fröbel werden uitgedragen. Ook gaf zij in Felix Meritis in Amsterdam een reeks openbare lezingen over Fröbels methode. Zij leidde in Wassenaar het Nederlands Opvoedingshuis (1866-1873). 
In De dubbele roeping der vrouw (Amsterdam 1872) pleitte zij voor onderwijs voor vrouwen. Vanaf 1877 gaf zij het spirituele tijdschrift Op de Grenzen van Twee Werelden uit. In haar verhalenbundel Uit verre landen en van nabij (1850) komt een opmerkelijke vertelling over Suriname voor.

## Leven

### Naam
Elise kreeg bij haar geboorte de familienaam van haar moeder, de Poolse Anna Carolina Fleisch Haker (later veranderd in Fleischacker). In 1828, toen ze vijf jaar was, kreeg ze de achternaam van haar vermoedelijke vader, de Noor Johannes Schiotling, die zijn brood verdiende met vertaalwerk.
In 1853 trouwde ze met Herman Carel van Calcar, fabriekseigenaar, huisleraar en later burgemeester van Wassenaar. Het huwelijk bleef kinderloos. 
Ze schreef onder de pseudoniemen E., Elise, en E.S. -g.

### Jeugd
Elise genoot een lastige opvoeding. Ze kwam ter wereld als een onecht en enig kind en toen haar moeder hertrouwde werd het gezin in financiële moeilijkheden gebracht omdat haar stiefvader niet met geld kon omgaan. Zelf had Elise moeite met het onder de knie krijgen van het alfabet waardoor haar eerste schooljaren moeizaam verliepen. Daarbij had ze een zwakke gezondheid. Van 1832 tot 1836 woonde ze in Barneveld waar haar moeder als gebedsgenezeres werkte. Haar grootste wens was onderwijzeres te worden; nadat haar moeder een spel had bedacht begreep ze het alfabet en ging haar geestelijke ontwikkeling vooruit. Ze las veel boeken, sterk aangemoedigd door haar stiefvader, en slaagde op zestienjarige leeftijd voor het examen secondante (hulponderwijzeres). In dit proces maakte ze onder meer kennis met evangelisch-spiritualistische auteurs zoals Emanuel Swedenborg. Door haar zwakke gezondheid was zij echter niet in staat hele dagen les te geven waardoor zij een andere baan moest zoeken. Uiteindelijk werd ze gouvernante bij een adellijke familie.
In deze periode begon ze steeds meer te twijfelen aan haar Nederlands Hervormde geloof en begon zich te interesseren in de Afscheiding. Vervolgens kwam zij bij het Réveil waar ze bewondering opdeed voor een van de voormannen, Isaäc da Costa, die haar stimuleerde zich volledig aan het schrijven te wijden.

### Schrijfster
Vanaf het jaar 1842 publiceerde Elise voornamelijk verhalen voor kinderen en poëzie. Na het aansporen van da Costa begon zij zich meer te focussen op literaire werken waarna zij in 1850 haar tendensroman Hermine schreef die zich afzette tegen dogmatische woordenstrijd die zo overheersend was in het dagelijks kerkelijk leven. In 1852 won ze een prijsvraag van de Maatschappij tot Nut van 't Algemeen waarvoor zij een betoog schreef genaamd De behandeling van dienstbaren. Dankzij Réveilpredikant O.G. Heldring leerde ze in 1852 Herman van Calcar kennen die op dat moment huisleraar was bij de familie Ledeboer in Tilburg. Ze trouwden een jaar later en vertrokken naar Leur bij Breda waar Herman een steenfabriek had gekocht. Helaas was dit een weinig rendabele business waardoor het echtpaar voornamelijk moest leven van de boeken van Elise. Ze publiceerde in korte tijd de historische roman Eene star in den nacht en de eigentijdse roman Evangeline, het vrouwelijke leven. In het laatste boek pleitte zij voor beter onderwijs voor vrouwen; het werk werd al snel herdrukt. Ze vond dat alleen als de vrouw een hogere ontwikkeling genoot zij pas goed kon functioneren als moeder én als vrouw. 
De schrijfsterscarrière van Elise van Calcar kan worden ingedeeld in vier perioden: van 1842 tot 1858 schreef ze literair werk, van 1858 tot 1865 publiceerde ze over onderwijs en opvoeding, van 1865 tot 1873 pleitte ze voor feministische doeleinden en van 1873 tot 1898 schreef ze over spiritualisme.

### Pedagogiek

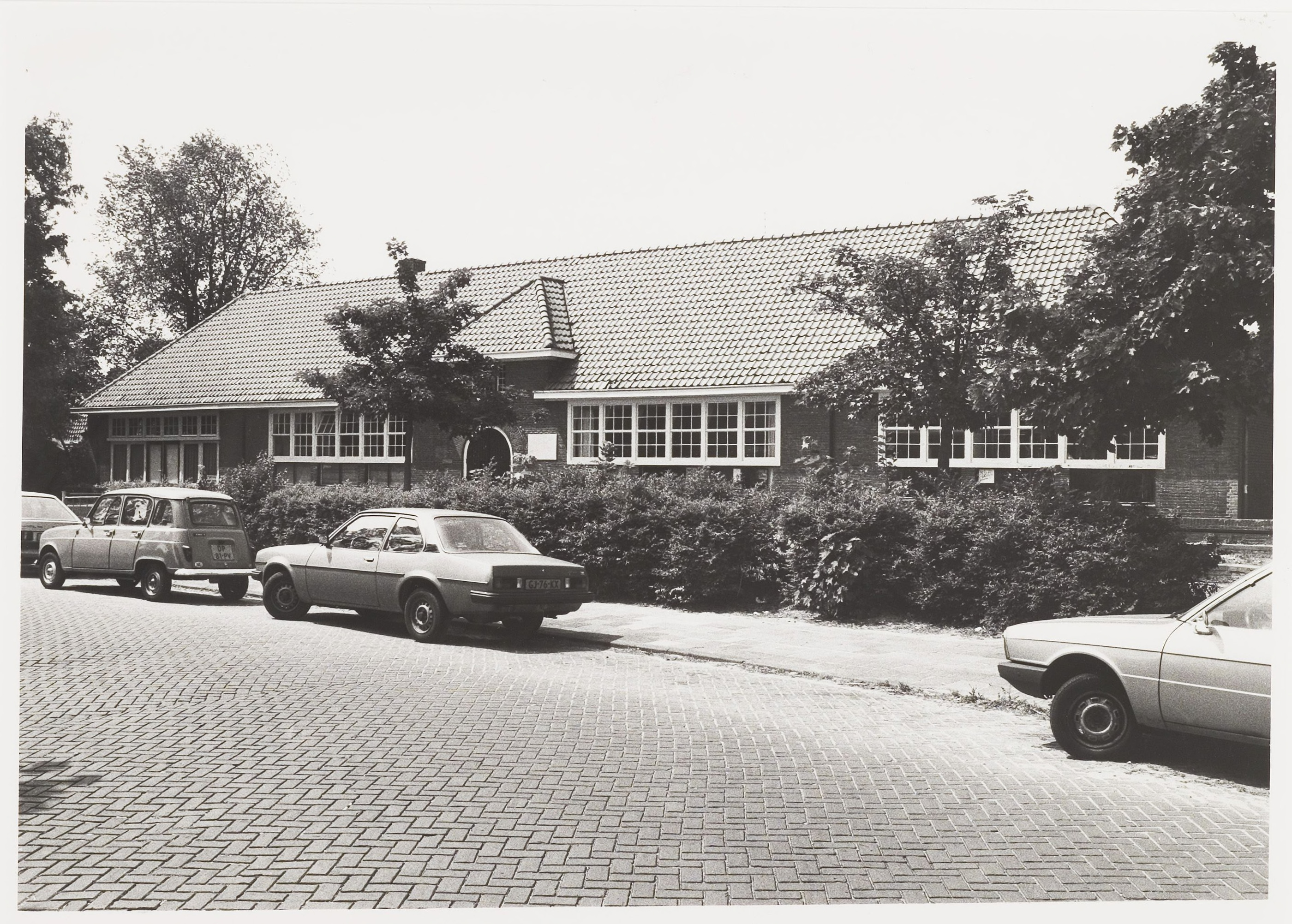
Dr. Schaepmankade 1, Alkmaar. Voorheen de Elise van Calcar kleuterschool uit 1830

In 1858 begon Elise zich in te zetten voor een goede opvoeding van kinderen. Dit kwam voornamelijk doordat zij via O.G. Heldring in aanraking kwam met Bertha von Marenholtz, een leerlinge van de Duitse pedagoog Friedrich Fröbel. Vooral het idee dat het een taak van alle vrouwen was, niet alleen van moeders, om de eerste ontwikkelingen van het kind tot stand te brengen sprak haar erg aan. Om dit te bewerkstelligen moesten alle vrouwen een hogere opleiding volgen. Ze besloot propagandiste te worden voor introductie in Nederland van de pedagogische ideeën van Fröbel. In 1860 baarde ze opzien met een reeks openbare voordrachten over de manier waarop kleuterscholen (Kindergarten) de ontwikkeling van jonge kinderen zouden kunnen stimuleren. Hiermee werd ze de eerste vrouw in Nederland die in het openbaar ideeën propageerde. Hierna begon ze cursussen aan onderwijzeressen te geven en richtte ze het tijdschrift De Hoop der Toekomst op die de methode Fröbel als leidraad nam. Ze ging er met Fröbel van uit dat de opvoeders de individualiteit van het kind centraal moesten stellen omdat God alles al in de natuur van het kind had gelegd. Minister J.R. Thorbecke was overtuigd van haar ideeën en zag de noodzaak in om het bewaarschoolonderwijs te vernieuwen. In 1864 benoemde hij Elise tot onderwijsinspectrice, een post die ze maar kort kon vervullen vanwege gezondheidsredenen. In 1865 richtte ze Het Nederlandsch Opvoedingshuis op, eerst in Leiden, later in Wassenaar waar haar man burgemeester was. Dit was voornamelijk een modelopleidingsinstituut voor meisjes uit de hogere klasse. Het instituut was genoodzaakt te sluiten in 1873 wegens een gebrek aan personeel, geld en een teruglopend leerlingenaantal. In datzelfde jaar werd haar werk De dubbele roeping der vrouw bekroond door de Vereeniging ter Bevordering van Fabrijk- en Handwerksnijverheid waarin Elise waarschuwde voor een te eenzijdige intellectuele ontwikkeling van vrouwen. Ze pleitte voor een meisjesopvoeding in de methode Fröbel die ‘vrouwelijke’ beroepen verder moesten ontwikkelen zodat vrouwen beter voorbereid waren op het huwelijk en het moederschap.

### Feminisme en spiritisme
In 1878 nam Elise deel aan het eerste Internationale Congres voor Vrouwenrechten, dat plaatsvond tijdens de Wereldtentoonstelling in Parijs. Hier sprak ze over de ideeën van Fröbel en ontkrachtte ze de beschuldigingen dat diens methode de scholen transformeerde in fabrieken. Ze verklaarde in 1879 tegen een socialistische revolutie te zijn maar pleitte voor een ‘gematigde hervorming der maatschappij’. Hierbij was een staatsbemoeiing ter bevordering van de maatschappij een noodzaak. Het jaar daarop publiceerde ze een biografie van Fröbel die is uitgebracht in meerdere talen. Elise verwachtte vooral van de vrouwenbewegingen dat de vrouwelijke aard werd gerespecteerd. Ze schreef hierover een hoofdstuk getiteld ‘Holland’ in het boek over de Europese vrouwenbeweging The Woman Question in Europe van Theodore Stanton. Nadat Elise en Herman naar Den Haag waren verhuisd begon ze een modelkleuterschool in hun woning en gaf ze cursussen aan jonge moeders.
Halverwege de jaren 70 begon Elise zich steeds meer te interesseren in de christelijke spiritistische beweging. Ze trad in een leidende rol en gaf vanaf 1877 het spiritistische tijdschrift Op de Grenzen van Twee Werelden uit. Hierin wilde ze voornamelijk de mens als geestelijk wezen bestuderen; zij schreef meer dan de helft van de stukken zelf. In deze periode publiceerde ze een brochure tegen de spiritist en voormalige dominee Sytze F.W. Roorda van Eysinga (broer van de beroemde publicist Sicco Roorda van Eysinga) genaamd Wat is er vóór, wat tegen de Reïncarnatie-leer aan te voeren. Ze bleef ze zich tegelijkertijd ook inzetten voor de rechten en opvoeding van vrouwen en schreef ze onder andere vanaf het eerste nummer in 1870 in het tijdschrift Onze Roeping van Betsy Perk. Elise werd ook verzocht door Wilhelmina Drucker om mee te werken aan haar blad Evolutie; de verschillen in opvattingen bleken echter te groot voor een intensieve samenwerking. Drucker verwachtte niets van het individu en zag godsdienst als een valkuil voor het verbeteren van de rechten van de vrouw. Van Calcar achtte Drucker’s economische hervormingen nutteloos en zag de volkomen gelijkstelling van man en vrouw als een misvatting.

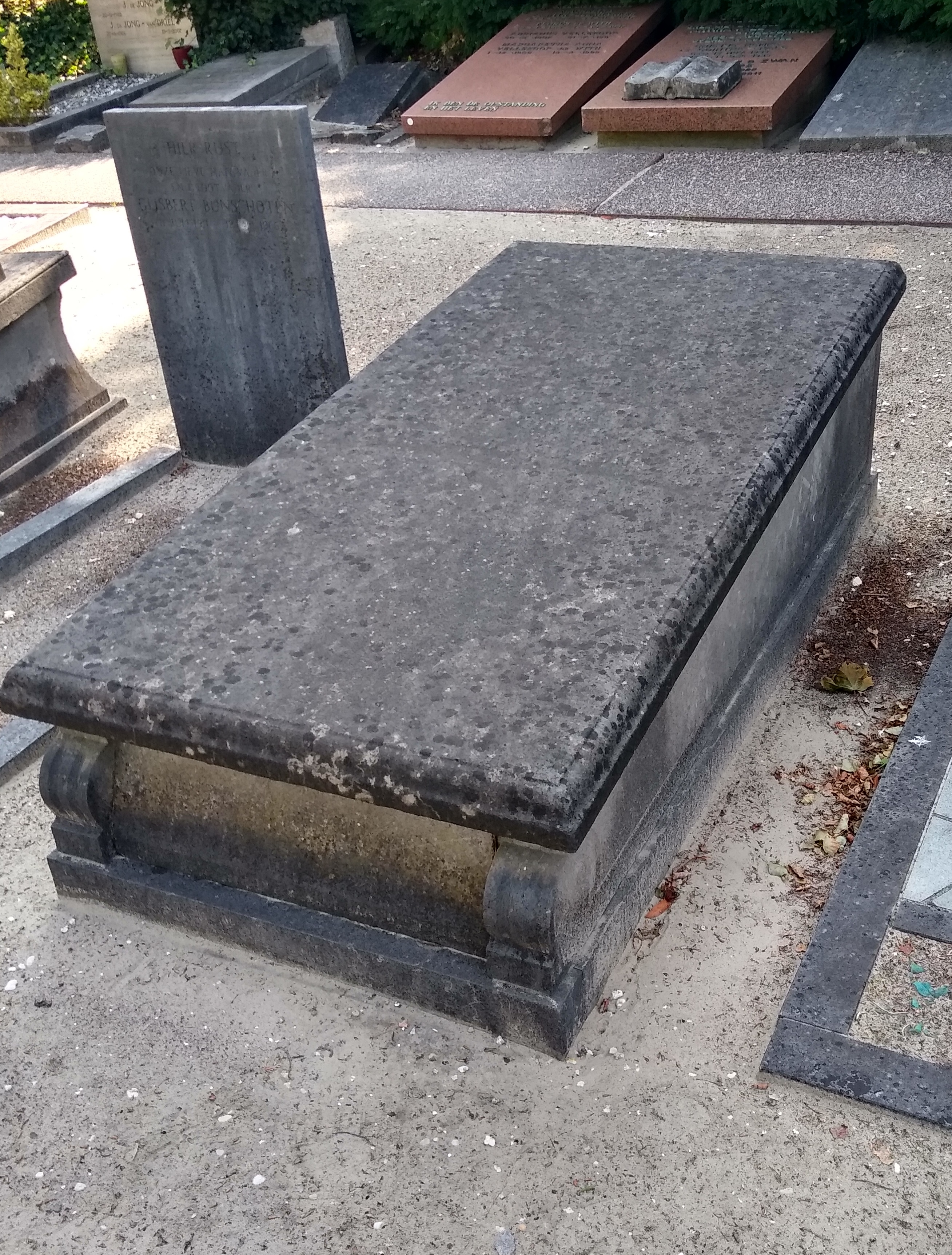
Het graf van Elise van Calcar-Schiotling op Nieuw Eykenduynen, Den Haag

Tijdens het laatste en druk bezochte congres van de Nationale Tentoonstelling van Vrouwenarbeid in 1898 sprak de 75-jarige Elise over de taak van opvoedsters en moeders. Aan het einde van haar toespraak werd ze gehonoreerd als pionierster van het vrouwenrecht. 
In 1904 overleed Elise van Calcar aan een beroerte.

## Werken

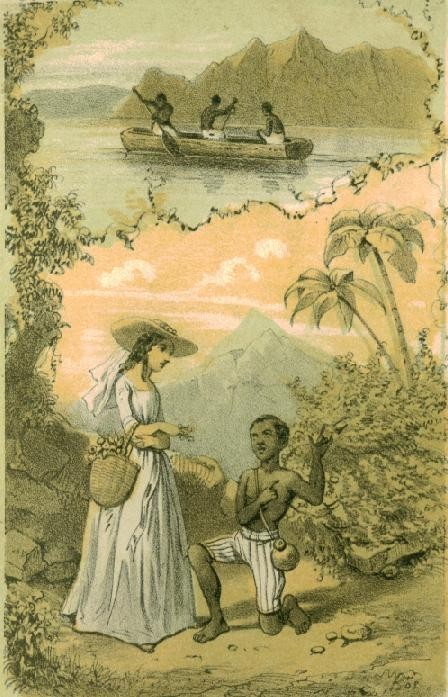
Nederlandse fictie over Suriname: Illustratie uit het verhaal 'De jonge boschneger' van Elise van Calcar, uit de bundel jeugdverhalen Uit verre landen en van nabij (1850).

- Belofte maakt schuld. Een nieuw geschenkje (1848)
- Vertellingen van de oude tante Christine (1848)
- De jonge boschneger (1850)
- Blikken in het rond, naar binnen en naar boven (1850)
- Uit verre landen en van nabij (1850). Bevat: De jonge boschneger ; Tevredenheid ; De godsdienstoefening in de grot ; Wanhoop nooit ; Hoolands bondgenoot
- Hermine. Eerste deel; Tweede deel (1850)
- Feestklanken en lijdenstoonen (1852)
- De behandeling van dienstbaren (1852)
- Eene star in den nacht (1853)
- Snippers uit de portefeuille van Tante Elise (1853)
- Evangeline. Het vrouwelijk leven. I. deel; II. deel (1854)
- De zoon van den klepperman (1854-1855)
- Fantasmagoriën (1855)
- Moeders ABC-boekje. Wat lekkers uit keuken en tuin (1856)
- Tabitha. Armoede en weldadigheid. Eerste deel; Tweede deel (1856)
- De dertiende. Een familie-roman (3 dln., 1857)
- De steen der wijzen. Een boek voor allen die gelukkig wenschen te worden of te blijven (1857)
- Tijd en toekomst, in het licht van geloof en hoop. Losse bladen (1858)
- Wat Parijs mij te zien en te denken gaf (1859)
- Kinderspelen (ca. 1860)
- Onze ontwikkeling of de magt der eerste indrukken (1861-1862)
- Johan Steven van Calcar. Historische novelle uit de 16e eeuw (1862)
- De kleine papierwerkers. I: Wat men van een stukje papier al maken kan. Het vouwen; II: Wat men uit strookjes papier al vlechten kan; III: Het prikken IV: Het knippen en plakken (1863)
- De steen der wijzen. Een boek voor allen die gelukkig wenschen te worden of te blijven (1863)
- De vrouwen in de gevangenis. Eerste deel; Tweede deel (1863)
- Wat is noodig? Eene vraag over vrouwelijke opvoeding, aan het Nederlandsche volk (1864)
- Het feest te Wolfhezen, 14 Julij 1864 (1864)
- Een blad van den kersboom. Voor allen dien het heil der jeugd ter harte gaat (1864)
- Rongmans huisgezin. Schets uit het familie-leven (1864)
- De fröbelsche kartonwerkers. Handleiding tot het vervaardigen van allerlei soort van kartonnage (ca. 1865)
- Aan de geachte leden der Vereeniging voor het Nederlandsch opvoedingshuis (1866)
- Kinderen der eeuw. Eerste deel; Tweede deel; Derde deel (1872-1873)
- De dubbele roeping der vrouw. Eene prijsvraag beantwoord (1873)
- Fröbels methode tot natuurlijke en harmonische ontwikkeling van lichaam en geest. Een boek voor moeders (1875)
- Uit het leven voor het leven. Eerste deel; Tweede deel (1875 - 1876)
- Gevleugelde zaden. Ideeën van beroemde denkers (1876)
- Tweemaal verdronken (1877)
- Sophia Frederika Mathilda, Koningin der Nederlanden, als vorstin en moeder geschetst voor hare landgenooten (1877)[7]
- Op de grenzen van twee werelden (29 dln., 1877 - 1905). Jrg. 23-28, 1899-1904
- Op stille paden : aan de nagedachtenis mijner moeder (1878)
- Eigen meester blijven (1878)
- Maakt de kinderen gelukkig. Beknopte handleiding om zich in korten tijd Fröbels opvoedingsleer eigen te maken, met vele nieuwe spelen, versjes en verhaaltjes (1880)
- Het timmeren (1881). Reeks: De jonge werkman
- Het vlechten (1881). Reeks: De jonge werkman
- Draai- en snijwerk (1881). Reeks: De jonge werkman
- Het boekbinden (1881). Reeks: De jonge werkman
- Emanuel Swedenborg, de ziener (1882)
- Hoe ik door ervaringen tot overtuiging kwam (1885). Overdr. uit: Op de grenzen van twee werelden
- Gelukkig, ofschoon getrouwd. Een boek voor gehuwden en ongehuwden (1886). Bew. van: How to be happy though married. Being a handbook to marriage van E.J. Hardy
- De Eedgenooten. Historische roman uit de 16e eeuw. Eerste deel; Tweede deel (1888)
- Professor von Marx en zijn sujet (1890). Vert. van: Ghost land, or, Researches into the mysteries of occultism
- Tweede Pinksterdag. Eerste deel; Tweede deel (1891)
- Na vijf-en-twintig jaren. Onderzoek van de geestelijke verschijnselen. Antwoord op "Na vijf jaren" van Ds. P. Huet (1891)
- Vruchten van het gezaaide. Oorspronkelijke roman. Eerste deel; Tweede deel; Derde deel (1892)
- De vrouwen aan het werk voor sociale hervorming (1893)
- Bertha van Marenholz. Eene groote kindervriendin herdacht. De beteekenis van haar arbeid voor de opvoeding in huis en school (1893)
- Magnetisme. De macht van de menschelijke hand (1909)